# 三沢明美
三沢 明美（みさわ あけみ、1962年5月1日 - ）は、日本の女優、声優。埼玉県出身。円企画所属。

## 来歴
1985年、円演劇研究所入所。1988年、演劇集団 円会員昇格。

## 人物
資格は普通自動車免許（ペーパー）。声種はアルト。
特技は琴。

## 出演作品

### テレビドラマ
- 赤い霊柩車（フジテレビ / 大映テレビ）
- 篤姫 - きぬ
- 風の刑事・東京発!
- 考古学者シリーズ 「美人コンパニオン殺し」
- 3年B組金八先生　第8シリーズ（2007年、TBS）
- 状況曲線
- 小京都ミステリー 「奥飛騨三寺まいり殺人事件」
- 豆腐屋直次郎の裏の顔 第4話「ダーリンを待つ人質の美人妻」（1992年7月28日、朝日放送） - 橋爪雅恵
- 十津川捜査班9 「故郷」
- はばたけ6年 - 入江先生
- 100の資格を持つ女〜ふたりのバツイチ殺人捜査〜 - 吉本房江
- 弁護士・高林鮎子 北斗星1号複合の接点

### 吹き替え

#### 映画
- オールド（アグネス〈キャスリーン・チャルファント〉[3]）
- 王の運命 -歴史を変えた八日間-（暎嬪〈チョン・ヘジン〉）
- ジョン・ウィック:チャプター2（ジアナ・ダントニオ〈クラウディア・ジェリーニ〉）
- ディストピア パンドラの少女（キャロライン・コールドウェル博士〈グレン・クローズ〉）
- ナインイレヴン 運命を分けた日（ダイアン〈ジャクリーン・ビセット〉）
- ボストン ストロング 〜ダメな僕だから英雄になれた〜（パティ・ボーマン〈ミランダ・リチャードソン〉）
- メカニック:ワールドミッション（メイ〈ミシェル・ヨー〉）
- ルーム

#### ドラマ
- アウトキャスト
- ザ・クラウン（エリザベス王太后〈ヴィクトリア・ハミルトン、マリオン・ベイリー〉）
- セルフリッジ 英国百貨店（ジョジー・マーデル）
- ダラス
- ブロードチャーチ〜殺意の町〜

#### アニメ
- マーベル スパイダーマン（メイおばさん）

### 舞台
- イエスタデイ
- イワーノフ
- 駅 1971-1976・夏
- オセロー
- ガラスの仮面
- 県人会寮榎荘物語
- 桜の園
- マクベス（マクベス夫人）
- まちがいつづき（エミリア）
- 夜汽車にのった子どもたち
- リチャード三世（エリザベス）